# Rechtsfolge
Als Rechtsfolge wird die rechtliche Konsequenz bezeichnet, die durch das Erfüllen der tatbestandlichen Voraussetzungen einer gesetzlichen Regelung begründet wird. 
Eine Rechtsfolge tritt nur ein, wenn durch den betreffenden Lebenssachverhalt sämtliche Tatbestandsmerkmale erfüllt sind. Nicht jede Rechtsnorm braucht die intendierten Rechtsfolgen selber zu enthalten. Es ist auch möglich, auf die in einer anderen Rechtsnorm bereits enthaltenen Rechtsfolgen lediglich zu verweisen (Rechtsfolgenverweisung).
Rechtsfolgen können bestimmte Rechtspositionen begründen, ändern oder aufheben. So bestimmt beispielsweise § 305 Abs. 2 BGB, unter welchen Voraussetzungen allgemeine Geschäftsbedingungen in einen Vertrag einbezogen werden und deren Geltung für das betreffende Vertragsverhältnis. Für die Zeit, während der die Tauglichkeit einer Mietsache gemindert ist, hat der Mieter nur eine angemessen herabgesetzte Miete zu entrichten (§ 536 Abs. 1 Satz 2 BGB; Mietminderung). Die Pflicht des Mieters zur Entrichtung der vereinbarten Miete wird kraft Gesetzes geändert. Wiegt der Mangel der Mietsache so schwer, dass er die Tauglichkeit sogar aufhebt, so ist der Mieter für die Zeit, in der die Tauglichkeit aufgehoben ist, von der Entrichtung der Miete befreit. Die Mietzahlungspflicht ist für diese Zeit aufgehoben (§ 536 Abs. 1 Satz 1 BGB).
Materiell-rechtliche Einwendungen und prozessuale Einreden können den Eintritt beziehungsweise Fortbestand oder die gerichtliche Durchsetzbarkeit einer zivilrechtlichen Rechtsfolge verhindern. Im Strafrecht stehen Rechtfertigungs- und Schuldausschließungs- sowie Entschuldigungsgründe der Strafbarkeit entgegen. Staatliche Hoheitsakte müssen formell und materiell rechtmäßig sein, damit die Rechtsordnung sie anerkennt.
Die Umgehung unerwünschter Rechtsfolgen wird als Rechtsflucht bezeichnet.

## Beispiele für konkrete Rechtsfolgen
Teilweise sehen Gesetze eine bestimmte, konkrete Rechtsfolge vor. 
| Zivilrecht | Tatbestand | Rechtsfolge                                                               |
| ---------- | --- | ------------------------------------------------------------------------- |
| § 823 BGB  | Wer vorsätzlich oder fahrlässig das Leben, den Körper, die Gesundheit, (…), das Eigentum oder (…) eines anderen widerrechtlich verletzt, | ist dem anderen zum Ersatz des daraus entstehenden Schadens verpflichtet. |
| § 985 BGB  | Der Eigentümer einer Sache kann von dem Besitzer                                                                                         | die Herausgabe der Sache verlangen                                        |

## Rechtsfolgerahmen
Strafnormen drohen regelmäßig abstrakt als Rechtsfolge einen Strafrahmen an. Innerhalb dieses Strafrahmens bestimmt der Strafrichter die individuelle Strafzumessung.
| Strafrecht | Tatbestand                                                   | Rechtsfolge (Strafe)                                                      |
| ---------- | ------------------------------------------------------------ | ------------------------------------------------------------------------- |
| § 303 StGB | Wer rechtswidrig eine fremde Sache beschädigt oder zerstört, | wird mit Freiheitsstrafe bis zu zwei Jahren oder mit Geldstrafe bestraft. |

## Ermessensnormen
Manche Normen eröffnen auf der Rechtsfolgenseite ein Ermessen. In diesen Fällen können mehrere Entscheidungen des Rechtsanwenders rechtmäßig sein (siehe Muss-, Soll- und Kann-Vorschrift). 
Ein Beispiel dafür sind die sogenannten polizei- und ordnungsrechtlichen Generalklauseln. So heißt es in § 8 Abs. 1 Polizeigesetz NRW: Die Polizei kann die notwendigen Maßnahmen treffen, um eine im einzelnen Falle bestehende konkrete Gefahr für die öffentliche Sicherheit oder Ordnung (Gefahr) abzuwehren, soweit nicht (…).
Solche Vorschriften sind häufig nicht entsprechend der einem konditional gefassten Rechtssatz folgenden Konstruktion von Gesetzesbestimmungen („Wenn …, dann folgt daraus…“) formuliert. Vielmehr „vermischen“ sich dort die Formulierung von Tatbestand und Rechtsfolge. 
Dies wird bei § 8 PolG NRW deutlich, und zwar mit Blick auf die Worte „im Einzelfall bestehende konkrete Gefahr für die öffentliche Sicherheit oder Ordnung (Gefahr)“. § 8 PolG NRW ermächtigt die Polizei im 1. Halbsatz, Maßnahmen zu treffen; das ist „im Prinzip“, d. h. gesetzestechnisch, die Rechtsfolge. Im 2. Halbsatz wird diese Rechtsfolge konkretisiert: Zulässig ist eine Maßnahme nur dann, wenn sie das Ziel hat, eine „Gefahr“ abzuwehren, und zur Abwehr der Gefahr notwendig ist. Die „Gefahr“ ist zugleich die (tatbestandliche) Voraussetzung dafür, dass die Polizei überhaupt nach § 8 PolG NRW tätig werden darf. 
Dem klassischen „Wenn-Dann-Schema“ entsprechend müsste § 8 PolG NRW lauten: Wenn im einzelnen Falle eine konkrete Gefahr für die öffentliche Sicherheit oder Ordnung (Gefahr) besteht, kann die Polizei die notwendigen Maßnahmen treffen, um eine solche Gefahr abzuwehren.

## Analogie
Manche Gesetzesregelungen sind unbeabsichtigt lückenhaft. Entsteht im konkreten Fall das Bedürfnis nach einer Regelung, lassen sich Rechtsfolgen aus ähnlichen Regelungen im Wege der Analogie für den ungeregelten Fall ableiten, wobei im Strafrecht Analogien zu Lasten des Straftäters unzulässig sind.

## Normenkollision
Von einer Normenkollision spricht man, wenn mehrere gesetzliche Vorschriften einen Sachverhalt unterschiedlich regeln. 